# Stepan Jakowlewitsch Rumowski

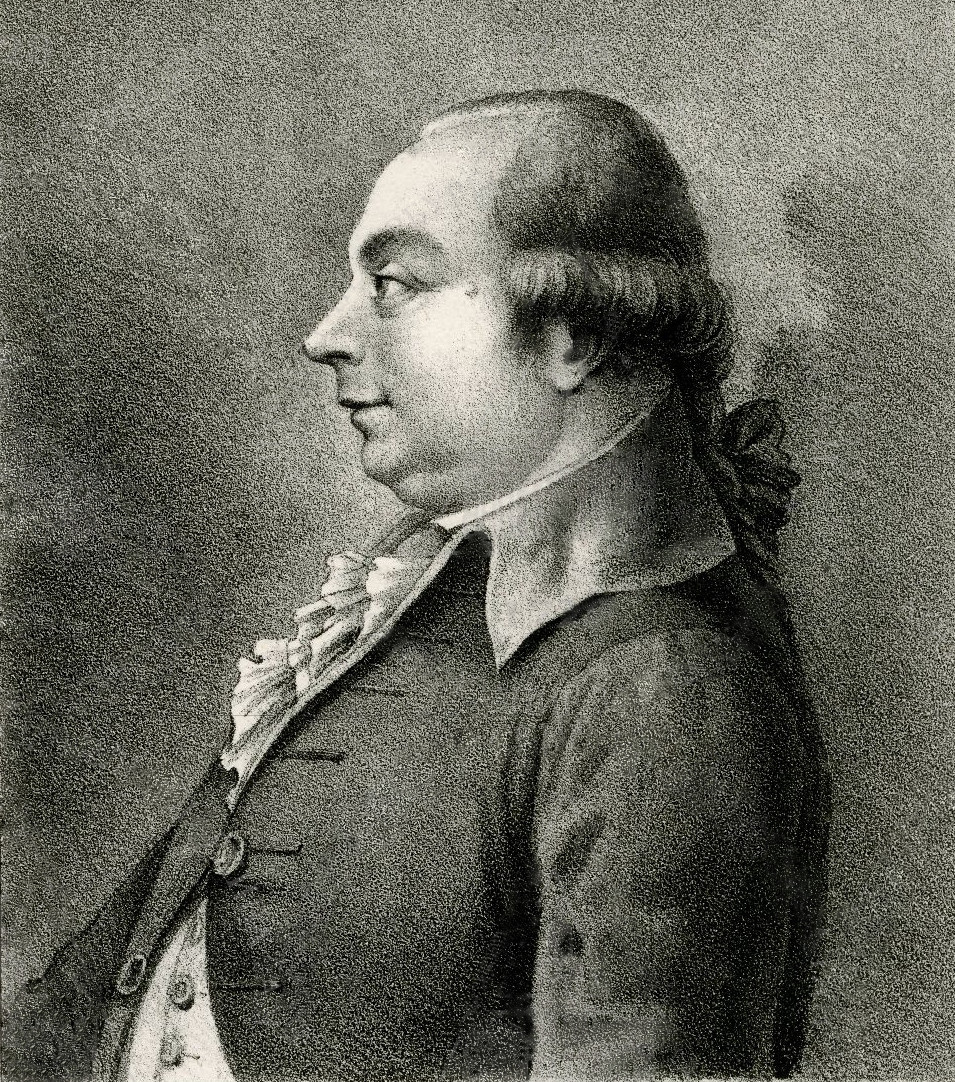
Stepan Jakowlewitsch Rumowski (ca. 1850)

Stepan Jakowlewitsch Rumowski (russisch Степан Яковлевич Румовский; * 29. Oktoberjul. / 9. November 1734greg. in Stary Pogost, Gouvernement Wladimir; † 6. Julijul. / 18. Juli 1812greg. in St. Petersburg) war ein russischer Astronom, Mathematiker und Hochschullehrer.

## Leben
Rumowski war der Sohn eines Priesters, der 1739 mit seiner Familie nach St. Petersburg übersiedelte. Dort wurde der Fünfjährige in das Alexander-Newski-Seminar aufgenommen. In der Poetik-Klasse gehörte er bald zu den besten Schülern. Im Alter von 12 Jahren wurde Rumowski von Michail Lomonossow und Josef Adam Braun für das Akademie-Gymnasium der Akademie-Universität der St. Petersburger Akademie der Wissenschaften ausgewählt. 1748 begann er das Studium an der Akademie-Universität. 1750 wählte er Mathematik als Spezialfach. 1753 wurde er Adjunkt für Astronomie an der St. Petersburger Akademie der Wissenschaften. 1754 wurde er nach Berlin abgeordnet zum Mathematik-Studium bei Leonhard Euler, nachdem Euler Rumowskis Arbeit Solutio problematis Kepleriani ex dato sectore invenire semiordinata über die Lösung des Zwei-Körper-Problems von Johannes Kepler positiv begutachtet hatte. In Berlin lebte Rumowski in Eulers Haus in der Familie Euler, da seine finanziellen Mittel unzureichend waren. 1756 kehrte er nach St. Petersburg zurück.
Ab 1760 lehrte Rumowski Mathematik und Astronomie an der Akademie-Universität. Im gleichen Jahr erschien sein Handbuch der Mathematik. In Fachartikeln veröffentlichte er seine Lösungen von Aufgaben der Differential- und Integralrechnung.
1761 führte Rumowski eine astronomische Expedition durch nach Selenginsk bei Gussinoosjorsk in Transbaikalien zur Beobachtung des Venustransits  vor der Sonne. 1763 wurde er zum außerordentlichen Professor ernannt, und 1767 folgte die ordentliche Professur. 1763 wurde er auswärtiges Ehrenmitglied der Königlich Schwedischen Akademie der Wissenschaften. 1769 führte er zur Beobachtung des erneuten Venustransits wieder eine astronomische Expedition nun nach Kola auf der Halbinsel Kola durch, um präzisere Daten zu gewinnen. Mit den Ergebnissen berechnete er die Entfernung von der Erde zur Sonne. Dazu gab er die von Iwan Iwanowitsch Islenjew in Jakutsk gemachten Beobachtungen heraus.
Rumowski war von 1766 bis 1803 Leiter des Geographie-Departements und Direktor  des astronomischen Observatoriums der St. Petersburger Akademie der Wissenschaften, das er praktisch schon ab 1763 leitete. Er leitete die kartografischen Arbeiten und erstellte astronomisch-meteorologische Kalender. 1786 veröffentlichte er die astronomisch-geographischen Koordinaten von 62 Orten, die 1790 im Berliner Astronomischen Jahrbuch erschienen. Von 1800 bis 1803 war er Vizepräsident der St. Petersburger Akademie der Wissenschaften. Er war Mitglied der Russischen Akademie der Wissenschaften seit ihrer Gründung 1767. Er übersetzte die Werke Leonhard Eulers und zusammen mit Iwan Iwanowitsch Lepjochin die Histoire naturelle, générale et particulière Georges-Louis Leclerc de Buffons sowie die Annales von Tacitus. Auch gab er Nikolai Iwanowitsch Nowikows Alte Russische Bibliothek heraus.
Dazu war Rumowski von 1776 bis 1783 Inspektor des in St. Petersburg gegründeten Griechischen Kadettenkorps. 1798 beauftragte ihn das Admiralitäts-Kollegium mit  der Schulung der Navigationslehrer des Marinekadettenkorps für astronomische Untersuchungen. Dafür wurde Rumowski zum Wirklichen Staatsrat (4. Rangklasse) ernannt, und Katharina II. überreichte ihm persönlich den Orden des Heiligen Wladimir. Anlässlich der Gründung der Universität Kasan wurde Rumowski 1803 Kurator der Schulregion Kasan. Unter seiner Leitung wurde das Bildungssystem Sibiriens und des Ostens des europäischen Teils Russlands entwickelt, das sich auf die Universität Kasan und Gymnasien, Bezirks- und Gemeindeschulen in den wichtigen Städten der Region stützte. Das Lehrpersonal der Universität Kasan wählte er sehr sorgfältig aus, so dass die Universität Kasan schnell eine der führenden Universitäten Russlands wurde. Einer der dort ausgebildeten erstklassigen Mathematiker war Nikolai Iwanowitsch Lobatschewski.